# Арнар Видарссон
Арнар Видарссон (исл. Arnar Viðarsson; род. 15 марта 1978, Рейкьявик) — исландский футболист, выступавший на позиции полузащитника.

## Карьера

### Клубная
Видарссон начинал свою карьеру на родине в клубе «Хабнарфьордюр». В 1996 году игрок дебютировал в чемпионате Исландии. После двух сезонов в Исландии полузащитник перешёл в клуб «Локерен» из Бельгии. В 1998 году он отправился в краткосрочную аренду обратно в «Хабнарфьордюр», а затем в «Лиллестрём». С октября 1998 года исландец начал выступать за «Локерен». В бельгийской команде Видарссон провёл 9 сезонов, выходил на поле в 238 матчах чемпионата Бельгии и забил 6 голов.
В 2006 году футболист перешёл в голландский «Твенте», подписав контракт до 2009 года. В сезоне 2007/08 Видарссон был арендован клубом «Де Графсхап». С 24 мая 2008 года исландский полузащитник выступал за «Серкль Брюгге».

### В сборной
Дебют Видарссона за сборную Исландии состоялся в июне 1998 года в товарищеском матче с ЮАР. Исландец провёл свой последний матч за национальную команду в 2007 году. Участвовал в 52 матчах сборной и забил 2 мяча.